# WS In Miami Beach
WS In Miami Beach é o terceiro álbum ao vivo do cantor brasileiro Wesley Safadão, gravado no Eden Roc Hotel, em Miami Beach, nos Estados Unidos, no dia 15 de abril de 2017. O álbum foi lançado em 7 de julho de 2017 pela Som Livre nos formatos de CD, DVD e em download digital.
O repertório revisita sucessos antigos, como "Camarote" e "Coração Machucado", e mais recentes, como "Meu Coração Deu Pt" e "Solteiro de Novo", além de 10 músicas inéditas.
A edição do áudio foi feita em Fortaleza, no WOS Studio de Wesley Safadão.

## Singles
O primeiro single oficial foi a canção "Ninguém É de Ferro", lançada nas rádios e em todas as plataformas digitais no dia 8 de fevereiro de 2017.
Em 2 de junho de 2017 foi lançado o segundo single, "Ressaca de Saudade". Anteriormente, em 30 de maio, já havia estreado nas rádios.
Lançado em 19 de maio de 2017 em todas as plataformas digitais, "Ar Condicionado no 15" foi o terceiro single. Foi trabalhado nas rádios a partir de 25 de julho.
"Sonhei Que Tava Me Casando" foi o quarto e último single, sendo lançado em 18 de setembro de 2017. Mais tarde, em 5 de dezembro foi liberada para as rádios.

## Recepção

### Comercial
O álbum estreou em segundo lugar no iTunes Store e dois dias depois assumiu a primeira colocação. Ficou 19 dias em primeiro lugar e está há 240 dias entre os mais vendidos.

## Turnê
Para a divulgação do álbum, Wesley iniciou a WS In Miami Beach Tour em 18 de agosto de 2017, em São Paulo, Brasil. A tour contou com um repertório baseado no álbum WS In Miami Beach, além dos grandes sucessos da carreira do cantor. Percorreu 258 cidades em três países, sendo eles Brasil, Estados Unidos e Paraguai.

## Lista de faixas
| Disco compacto (CD) / Download digital |                               |                                                                            |         |  |
| N.º                                    | Título                        | Compositor(es)                                                             | Duração |  |
| 1.                                     | "Casado, Namorando, Solteiro" | Tierry Rel Lemos Juan Lemos Matheuzinho                                    | 3:20    |  |
| 2.                                     | "Ar Condicionado no 15"       | Renno Junior Gomes Vine Show                                               | 2:48    |  |
| 3.                                     | "Ressaca de Saudade"          | Caninana Jonas Alves Italo                                                 | 3:09    |  |
| 4.                                     | "Decreto Liberado"            | Thales Lessa Elcio di Carvalho Junior Pepato Danillo Dávilla               | 3:06    |  |
| 5.                                     | "Quem Bate Também Chora"      | Renno Vinicius Poeta Junior Gomes Vine Show Ivan Medeiros                  | 2:30    |  |
| 6.                                     | "Ninguém É de Ferro"          | Thales Lessa Lari Ferreira Elcio di Carvalho Danillo Dávilla Junior Pepato | 2:18    |  |
| 7.                                     | "Sonhei Que Tava Me Casando"  | Gabriel do Cavaco Shylton Fernandes Montenegro Henrique Casttro Elvis Alan | 2:42    |  |
| 8.                                     | "Se Esconder Ela Não Acha"    | Renno Vinicius Poeta Junior Gomes Vine Show                                | 2:20    |  |
| 9.                                     | "Código Cama"                 | Thales Lessa Gabriel Agra Victor Hugo Philipe Pancadinha                   | 3:05    |  |
| 10.                                    | "Meu Coração Deu Pt"          | Renato Moreno Paula Mattos                                                 | 3:26    |  |
| 11.                                    | "Foi Bom Te Ver"              | Victor Hugo Nando Marx Flavinho Tinto Douglas Mello                        | 2:40    |  |
| 12.                                    | "Eu Não Tô Dizendo Tchau"     | Hiago Nobre Jujuba Robson Lima                                             | 2:49    |  |
| 13.                                    | "Solteiro de Novo"            | Romim Mata DJ Ivis                                                         | 2:27    |  |
| 14.                                    | "Laranjinha"                  | Zé Malhada Valter Danadão                                                  | 2:59    |  |
| 15.                                    | "Vidente"                     | Hiago Nobre Bruninho Moral Xuxinha                                         | 2:59    |  |
| 16.                                    | "Coração Machucado"           | Neto Barros Jota Reis Raniere Mazille                                      | 3:42    |  |
| 17.                                    | "No Passinho"                 | Thales Lessa                                                               | 2:46    |  |
| 18.                                    | "A Dama e o Vagabundo"        | Renato Moreno Rodrigo Mell                                                 | 3:40    |  |
| 19.                                    | "Camarote"                    | Neto Barros Jota Reis                                                      | 3:57    |  |
| Duração total:                         | Duração total:                | Duração total:                                                             | 56:43   |  |

| Disco Digital de Vídeo (DVD) |                               |                                                                               |         |  |
| N.º                          | Título                        | Compositor(es)                                                                | Duração |  |
| 1.                           | "Miami Beach"                 | Thales Lessa Samir Renan Valim Diego Silveira Rodrigo Mell Normani Pellegrini | 1:21    |  |
| 2.                           | "Casado, Namorando, Solteiro" | Tierry Rel Lemos Juan Lemos Matheuzinho                                       | 3:20    |  |
| 3.                           | "Ar Condicionado no 15"       | Renno Junior Gomes Vine Show                                                  | 2:48    |  |
| 4.                           | "Ressaca de Saudade"          | Caninana Jonas Alves Italo                                                    | 3:09    |  |
| 5.                           | "Decreto Liberado"            | Thales Lessa Elcio di Carvalho Junior Pepato Danillo Dávilla                  | 3:06    |  |
| 6.                           | "Quem Bate Também Chora"      | Renno Vinicius Poeta Junior Gomes Vine Show Ivan Medeiros                     | 2:30    |  |
| 7.                           | "Ninguém É de Ferro"          | Thales Lessa Lari Ferreira Elcio di Carvalho Danillo Dávilla Junior Pepato    | 2:18    |  |
| 8.                           | "Sonhei Que Tava Me Casando"  | Gabriel do Cavaco Shylton Fernandes Montenegro Henrique Casttro Elvis Alan    | 2:42    |  |
| 9.                           | "Se Esconder Ela Não Acha"    | Renno Vinicius Poeta Junior Gomes Vine Show                                   | 2:20    |  |
| 10.                          | "Código Cama"                 | Thales Lessa Gabriel Agra Victor Hugo Philipe Pancadinha                      | 3:05    |  |
| 11.                          | "Meu Coração Deu Pt"          | Renato Moreno Paula Mattos                                                    | 3:26    |  |
| 12.                          | "Foi Bom Te Ver"              | Victor Hugo Nando Marx Flavinho Tinto Douglas Mello                           | 2:40    |  |
| 13.                          | "Eu Não Tô Dizendo Tchau"     | Hiago Nobre Jujuba Robson Lima                                                | 2:49    |  |
| 14.                          | "Solteiro de Novo"            | Romim Mata DJ Ivis                                                            | 2:27    |  |
| 15.                          | "Laranjinha"                  | Zé Malhada Valter Danadão                                                     | 2:59    |  |
| 16.                          | "Vidente"                     | Hiago Nobre Bruninho Moral Xuxinha                                            | 2:59    |  |
| 17.                          | "Coração Machucado"           | Neto Barros Jota Reis Raniere Mazille                                         | 3:42    |  |
| 18.                          | "No Passinho"                 | Thales Lessa                                                                  | 2:46    |  |
| 19.                          | "A Dama e o Vagabundo"        | Renato Moreno Rodrigo Mell                                                    | 3:40    |  |
| 20.                          | "Camarote"                    | Neto Barros Jota Reis                                                         | 3:57    |  |
| Duração total:               | Duração total:                | Duração total:                                                                | 58:04   |  |

| Disco Digital de Vídeo (DVD) (Extras) | |         |  |
| N.º                                   | Título | Duração |  |
| 1.                                    | "Making Of ("Miami Beach" / "A Dama e o Vagabundo" / "Meu Coração Deu Pt" / "Solteiro de Novo" / "Sonhei Que Tava Me Casando" / "Foi Bom Te Ver" / "Decreto Liberado" / "Ressaca de Saudade")" | 13:57   |  |
| Duração total:                        | Duração total: | 13:57   |  |

## Desempenho comercial
| 2017                                                                            | "Ninguém É de Ferro"         | 5  | 1 | 2  |
| 2017                                                                            | "Ressaca de Saudade"         | 28 | 3 | 15 |
| 2017                                                                            | "Ar Condicionado no 15"      | 1  | 1 | 18 |
| 2017                                                                            | "Sonhei Que Tava Me Casando" | 19 | 2 | 32 |
| "—" denota singles que não entraram nas paradas musicais ou não foram lançados. |                              |    |   |    |

| Parada musical                     | Título                  | Melhor posição |
| ---------------------------------- | ----------------------- | -------------- |
| Brasil (Top 50 · Streaming Mensal) | "Ressaca de Saudade"    | 27             |
| Brasil (Top 50 · Streaming Mensal) | "Ar Condicionado no 15" | 7              |

| Parada musical (2017)       | Melhor posição |
| --------------------------- | -------------- |
| Brasil (iTunes Álbum Chart) | 1              |

## Histórico de lançamento
| Região | Data                | Formato(s)                                 | Gravadora |
| ------ | ------------------- | ------------------------------------------ | --------- |
| Brasil | 7 de julho de 2017  | CD [ 6 ] [ 15 ] DVD [ 17 ] CD + DVD [ 22 ] | Som Livre |
| Brasil | 21 de julho de 2017 | Download digital [ 16 ]                    | Som Livre |

## Créditos
Todos os dados abaixo foram retirados do encarte do álbum.
- Direção de show: Wesley Safadão
- Direção de vídeo: Fernando Trevisan Catatau
- Produção musical: Wesley Safadão, Rod Bala e Jeimes Teixeira

### Músicos participantes
- Rod Bala e Rafinha Batera: bateria
- João Paulo: teclados
- Jeimes Teixeira: violão
- Marcos Rodrigues: guitarra e violão
- Guilherme Santana: baixo
- Berg Félix: sanfona
- Everardo Messi: percussão
- Itaro Tito: trombone
- Hilton Lima: trompete
- Paulo Queiroz (Bob): saxofone
- Arantes Rodrigues e Lidiane Castro: vocais de apoio